# 沃川郡

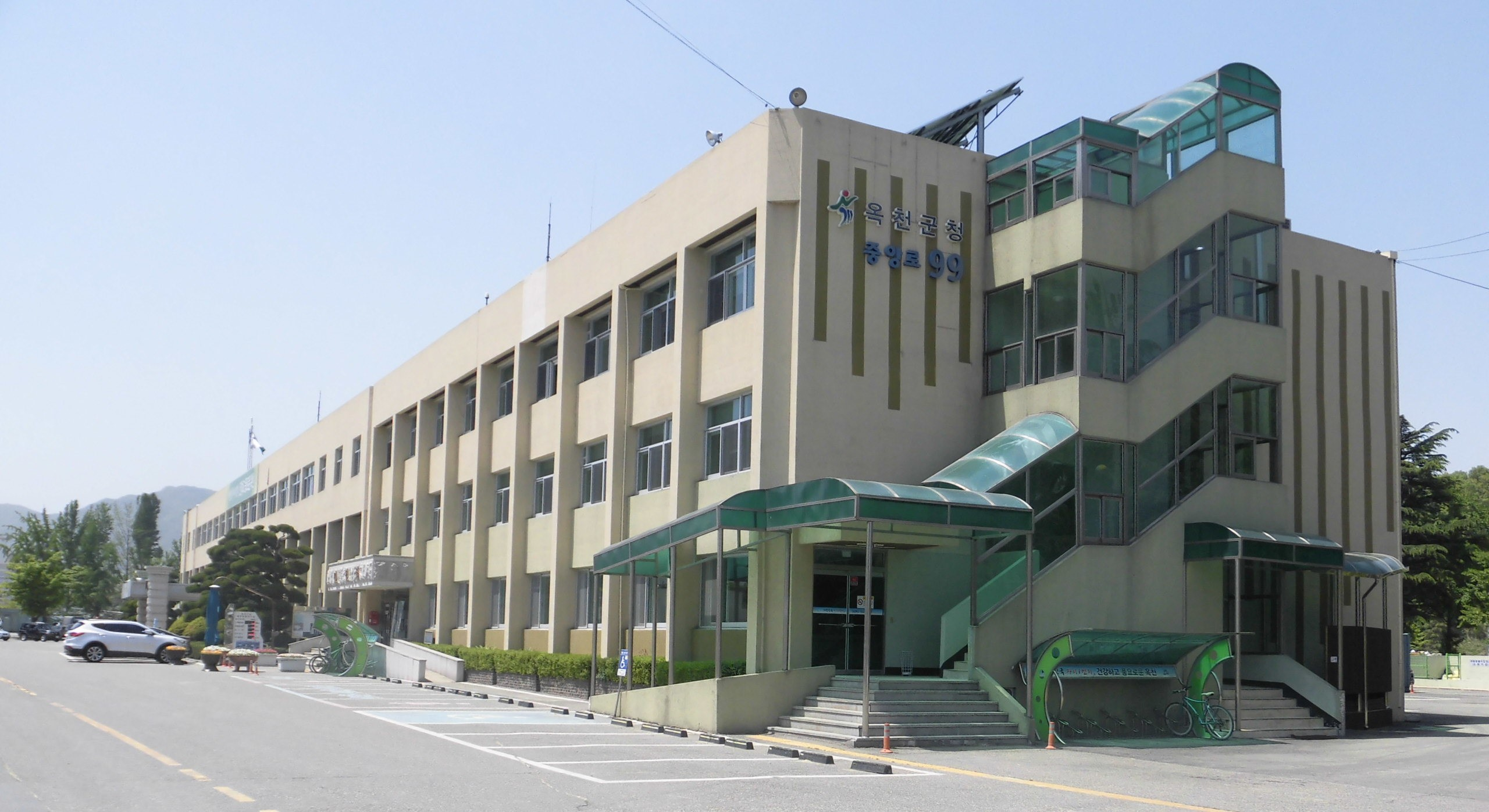
沃川郡廳

沃川郡（：／ Okcheon gun */?）韩国忠清北道南部的一个郡，西与大田广域市接壤。1949年由沃川面和沃川邑升为郡。
农林业有葡萄、苗木、桃子、蘑菇、灵芝、韭菜、山芋、人参等。
鉄道有京釜線，高速公路有京釜高速道路。

## 友好城市
- 日本五戶町

## 杰出人物
- 甘宇成
- 宋時烈
- 陆英修
- 宋建鎬
- 鄭芝溶
- 李美珠（團體Lovelyz成員）
- 金祉呼（團體Oh My Girl成員）
- 琴洞弦（團體EPEX成員）